# Von dem Wolf und den Maushunden

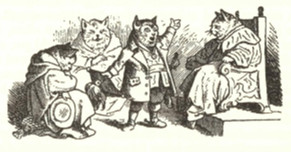
Holzschnitt, Ludwig Richter

Von dem Wolf und den Maushunden ist ein Tiermärchen. Es steht in Ludwig Bechsteins Deutsches Märchenbuch an Stelle 77 (1845 Nr. 88) und stammt aus Antonius von Pforrs Das Buch der Beispiele der alten Weisen (Kap. 16: Der Wolf und die Katzen).

## Inhalt
Ein Wolf tötet täglich eine Katze. Der Katzenkönig befragt seine Räte. Der erste rät zum Aufgeben, der zweite zur Flucht. Der dritte hat einen Plan: Als der Wolf frisst, nähern sie sich, als wollten sie die Reste, dann kratzen sie ihm die Augen aus und töten ihn. So erzählt Vogel Holgott seiner Frau als Beispiel von Freundschaft, um Vogel Mosam zum reichen Fischsee mitzunehmen. Als Nahrung knapp wird, lässt Mosam ihn von ihr töten.

## Herkunft
Die Fabel stammt aus Antonius von Pforrs Das Buch der Beispiele der alten Weisen. Erzähler ist Fischadler Holgott aus Nr. 75 Vogel Holgott und Vogel Mosam und Nr. 76 Von zwei Affen. Es folgt noch Nr. 78 Die Katze und die Maus.